# Richard Peemüller
Richard Peemüller (* 8. Februar 1998 in Dresden) ist ein deutscher Volleyball- und Beachvolleyballspieler.

## Karriere Halle
Peemüller, der die Position des Diagonalangreifers innehält, war zu Beginn seiner Volleyball-Karriere bei verschiedenen Vereinen in seiner Heimatstadt aktiv. In der Saison 2016/17 spielte er mit dem VC Dresden in der Zweiten Bundesliga Süd. Anschließend wechselte der Diagonalangreifer zum Ligakonkurrenten SV Fellbach, wo er zunächst in der zweiten Mannschaft in der dritten Liga aktiv war, dann jedoch bereits nach kurzer Zeit ins Zweitliga-Team aufrückte. Anfang Februar 2019 wurde er kurzfristig vom Bundesligisten TV Rottenburg für den Rest der Saison verpflichtet, um dort einen verletzten Spieler zu ersetzen. Der Verein verpasste als Tabellenelfter sportlich den Klassenerhalt. Peemüller wechselte 2019 zum Bundesliga-Aufsteiger VC Eltmann.
Durch die Insolvenz von Eltmann schloss sich Peemüller 2020 der SVG Lüneburg an und erhielt direkt einen Zwei-Jahres-Vertrag. Nach einem erfolgreichen ersten Jahr präsentierte sich Peemüller mit seinem Verein in der Saison 2021/22 neben der 1. Bundesliga und dem DVV-Pokal auch auf internationaler Bühne beim CEV-Pokal.
2022 spielte Peemüller beim österreichischen Union Raiffeisen Waldviertel, 2023 beim Schweizer Concordia Volley Luzern und beim spanischen CDV Textil Santanderina sowie 2024 beim rumänischen Unirea Dej. In der Saison 2024/25 spielte er kurzfristig in der 2. Bundesliga, zunächst im Herbst 2024 bei den Barock Volleys MTV Ludwigsburg und später im Januar 2025 bei SF Aligse.

## Karriere Beach
Im Beachvolleyball nahm Peemüller von 2014 bis 2018 mit wechselnden Partner an verschiedenen Nachwuchsturnieren teil. Seit 2016 spielt er auch deutsche Turniere der Kategorien 1 und 2. Im Juni 2019 trat er mit Manuel Harms in Dresden erstmals bei der Techniker Beach Tour an. Das Duo rückte erst kurzfristig ins Hauptfeld und erreichte das Finale. Nach einem neunten Platz bei der deutschen Hochschulmeisterschaft mit Julian Schupritt absolvierte Peemüller mit Harms und einmal mit Eric Stadie auch die vier Strandturniere der Techniker Beach Tour und erreichte dort jeweils zweimal die Plätze dreizehn und neun.
Die gesammelten Punkte reichten, um sich für die Deutsche Beachvolleyball-Meisterschaft 2019 zu qualifizieren. In Timmendorfer Strand erreichten Harms/Peemüller dabei den dreizehnten Platz.
Über die Comdirect Beach Tour 2020 qualifizierten sich Harms/Peemüller erneut für die deutsche Meisterschaft und landeten hier unter den Top 10 in Deutschland (Platz 9).
Im Jahr 2021 startete das Team für die SVG Lüneburg auch im Sand. Neben diversen Turnieren, organisiert durch das Team von Spontent, war das Highlight der Saison das King of the Court Turnier der German Beach Tour am Hamburger Rothenbaum, bei dem Harms/Peemüller Platz 9 erreichten.
Durch die intensive Saison mit der SVG Lüneburg in der Halle entschied sich Peemüller zum Ende der Beachvolleyball-Saison 2021 den Fokus auf den Hallenvolleyball zu legen und im Sand kürzerzutreten.
2023 und 2024 spielte Peemüller an der Seite des Lübeckers Tilo Rietschel. Beste Ergebnisse waren 2023 der Sieg beim FIVB Futures-Turnier im burundischen Bujumbura sowie zwei jeweils neunte Plätze bei den deutschen Meisterschaften 2023 und 2024.